# Heartbreaker (canção de G-Dragon)
"Heartbreaker" é uma canção do cantor e rapper sul-coreano G-Dragon, gravada para seu primeiro álbum de estúdio Heartbreaker (2009). Composta e produzida pelo próprio juntamente com Jimmy Thornfelt, seu lançamento ocorreu em 18 de agosto de 2009, como o primeiro single do álbum homônimo. Após seu lançamento, atingiu o topo de diversas paradas dos serviços de música online sul-coreanos. 
Uma versão de remistura contendo a participação do rapper estadunidense Flo Rida, foi lançada em 30 de março de 2010, como uma faixa bônus do primeiro álbum ao vivo de G-Dragon, intitulado Shine a Light (2010). A canção atingiu a posição de número oito na parada sul-coreana Gaon Digital Chart.  

## Lançamento e promoção
"Heartbreaker" foi lançada em 18 de agosto de 2009, como o primeiro single do álbum de mesmo nome, cujo lançamento foi adiado até a data, para coincidir com o aniversário de 21 anos de G-Dragon. A canção atingiu a primeira posição de diversas paradas dos serviços de música online sul-coreanos, incluindo Mnet e Melon. Para a sua promoção, G-Dragon apresentou-se nos programas de música como Inkigayo da SBS e Music Bank da KBS.

## Controvérsia
Após o lançamento de "Heartbreaker", a Sony Music alegou semelhanças entre a canção com "Right Round" (2009), do rapper estadunidense Flo Rida. A EMI, também detentora dos direitos de "Right Round", declarou que não havia constatado semelhanças entre as duas canções. Apesar disso, a Sony Music Korea negou a G-Dragon a possibilidade de promover a faixa sem pagar reparações. Em 21 de setembro de 2009, um programa de notícias da emissora MBC intitulado Sisa Magazine, noticiou que funcionários da Sony teriam enviado cartas de advertência a YG Entertainment sob alegação de plágio. Um representante da primeira, afirmou que havia sido "uma decisão difícil para os críticos de música", mas eles haviam decidido que havia semelhanças entre as canções e, consequentemente, emitiram uma carta de aviso para a empresa produtora e seus compositores. A YG Entertainment por sua vez, alegou que nada havia sido decidido ou legalmente determinado e que a carta recebida, não foi considerada uma ação legal; A mesma também declarou que não havia recebido uma resposta direta acerca do assunto vindo das gravadoras. Mais tarde, Yang Hyun-suk CEO da YG Entertainment, realizou uma declaração oficial, dizendo que 90% dos direitos de "Right Round", pertenciam a outras gravadoras e que as mesmas estavam em silêncio, enquanto a Sony, que detinha 10% dos direitos da canção, divulgava suas declarações oficiais apenas através da imprensa, o que os deixavam chateados com a situação gerada.

## Remistura
Em outubro de 2009, após a YG Entertainment esperar por uma posição dos detentores da canção "Right Round" e não obter resposta, a mesma decidiu contactar os representantes de Flo Rida, que decidiu realizar uma participação numa versão de remistura de "Heartbreaker". A parceira de G-Dragon com Flo Rida foi anunciada em 10 de março de 2010. Yang comentou sobre a parceria dizendo: "Para evitar qualquer mal-entendido, decidimos não disponibilizá-la nos serviços [de música] online. A canção em que Flo Rida está participando, será incluída como uma faixa bônus no álbum de concertos ao vivo de G-Dragon no fim de março. Todos os lucros futuros obtidos com ela, serão doados para instituições de caridade".
"Heartbreaker (remix)" com participação de Flo Rida, foi lançada em 30 de março de 2010, através do primeiro álbum ao vivo de G-Dragon de nome Shine a Light. A canção atingiu a posição de número oito na parada sul-coreana Gaon Digital Chart. Em 22 de maio, G-Dragon apresentou-se como um convidado especial no concerto de Flo Rida na Coreia do Sul, onde ambos performaram a canção.

## Vídeo musical
Dirigido por Seo Hyun-seung O vídeo musical de "Heartbreaker" apresenta G-Dragon em cenários futuristas. A produção inicia com o mesmo vestido de roupas pretas e óculos escuros em um local iluminado. Em seguida, ele transita para um sofá localizado abaixo de uma macieira, cercado de mulheres e enquanto canta, uma imagem holográfica de uma mulher é apresentada, sussurrando em seu ouvido. Durante os refrões da canção, G-Dragon dança em cenários de fundo preto ou branco com dançarinos utilizando máscaras. Em suas cenas finais, ele começa a bater em uma parede de tijolos que se quebra, e dessa forma, consegue se ver com a supracitada mulher, adicionalmente, cenas que remetem ao vídeo musical de "Breathe" são apresentados.  
O vídeo musical de "Heartbreaker", tornou-se um sucesso de visualizações na plataforma GomTV, onde adquiriu cinco milhões de visualizações em dezoito dias. Este fato levou G-Dragon a ser premiado como o Artista do Mês.

## Prêmios e indicações
| Ano  | Prêmio                       | Categoria                     | Resultado | Ref.   |
| ---- | ---------------------------- | ----------------------------- | --------- | ------ |
| 2009 | Cyworld Digital Music Awards | Canção do Mês (Setembro)      | Venceu    | [ 14 ] |
| 2009 | Cyworld Digital Music Awards | Prêmio Escolha Ting           | Venceu    | [ 15 ] |
| 2009 | Cyworld Digital Music Awards | Prêmio Principal - Bonsang    | Venceu    | [ 15 ] |
| 2009 | Mnet Asian Music Awards      | Melhor Artista Solo Masculino | Indicado  | [ 16 ] |
| 2009 | Mnet Asian Music Awards      | Melhor House & Eletrônico     | Indicado  | [ 17 ] |

### Vitórias em programas de música
| Data                   | Programa     | Emissora |
| ---------------------- | ------------ | -------- |
| 28 de agosto de 2009   | Music Bank   | KBS      |
| 4 de setembro de 2009  | Music Bank   | KBS      |
| 11 de setembro de 2009 | Music Bank   | KBS      |
| 18 de setembro de 2009 | Music Bank   | KBS      |
| 25 de setembro de 2009 | Music Bank   | KBS      |
| 6 de setembro de 2009  | Inkigayo     | SBS      |
| 13 de setembro de 2009 | Inkigayo     | SBS      |
| 20 de setembro de 2009 | Inkigayo     | SBS      |
| 10 de setembro de 2009 | M! Countdown | Mnet     |
| 17 de setembro de 2009 | M! Countdown | Mnet     |
| 24 de setembro de 2009 | M! Countdown | Mnet     |